# 마로키노

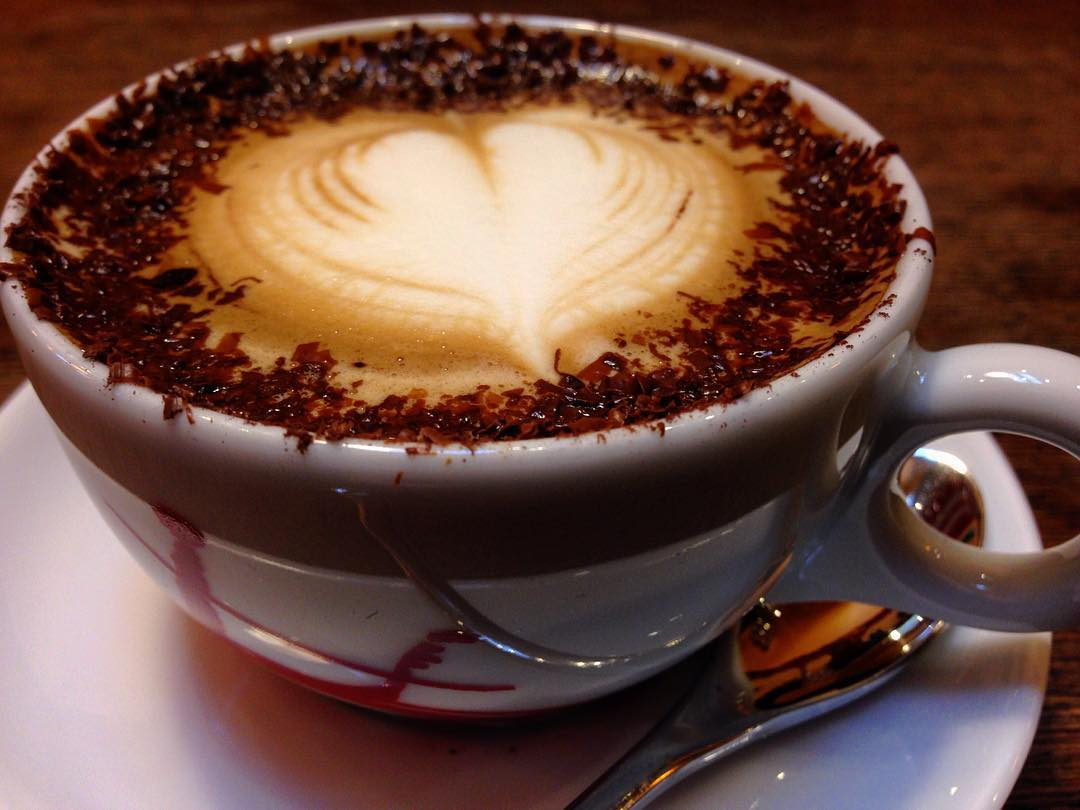
마로키노

마로키노(Marocchino)는 이탈리아 알레산드리아에서 만들어진 커피 음료이다.

## 준비
일반적으로 유리잔에 먼저 코코아 가루를 뿌리고, 그 위에 우유 거품과 에스프레소를 얹은 후, 그 위에 코코아 가루를 다시 뿌린다.

## 제공 스타일
작은 잔에 담아 에스프레소 한 잔(때로는 작은 샷이나 리스트레토), 코코아 가루, 우유 거품을 넣는다. 이탈리아 북부 일부 지역에서는 진한 핫 코코아를 넣는다. 이탈리아 초콜릿 대기업 페레로의 본고장인 피에몬테주 알바에서는 누텔라를 사용한다. 마로키노(이탈리아어로 '모로코'를 의미)라는 이름은 마로키노가 1930년대에 머리띠를 만드는 데 사용되었던 밝은 갈색 가죽(모로코 가죽 참조)의 일종이었기 때문에 그 색깔에서 유래했다.